# Общински вестник Велико Търново
„Общински вестник Велико Търново“ е български вестник, издаван във Велико Търново през първите години един път в седмицата, а през следващите години три пъти в седмицата.

## История
Първият брой на вестника излиза през 1923 година в град Велико Търново. Вестникът отразява събития случващи се в града, България и света.